# Chikusei
Chikusei (筑西市, Chikusei-shi) est une ville située dans la préfecture d'Ibaraki, sur l'île de Honshū, au Japon.

## Géographie

### Situation
Chikusei est située dans le sud-ouest de la préfecture d'Ibaraki, à l'ouest du mont Tsukuba.

### Municipalités limitrophes
| Oyama   | Mooka      | Sakuragawa |
| Yūki    | Chikusei   | Sakuragawa |
| Yachiyo | Shimotsuma | Tsukuba    |

### Démographie
En 2010, la ville de Chikusei avait une population de 107 985 habitants (53 363 hommes et 54 622 femmes), répartis sur une superficie de 205,35 km2 (densité de population de 526 hab./km2). En janvier 2024, la population était de 98 031 habitants.

### Découpage urbain
Chikusei est divisée en quatre arrondissements.

### Hydrographie
La ville est bordée par la rivière Kinu, à l'ouest.

### Climat
Chikusei a un climat continental humide caractérisé par des étés chauds et des hivers frais avec de légères chutes de neige. La température annuelle moyenne est de 14,3 °C. Les précipitations annuelles moyennes sont de 1 208,3 mm, octobre étant le mois le plus humide.

## Histoire
La ville de Chikusei a été fondée le 28 mars 2005, après la fusion de la ville de Shimodate avec trois bourgs du district de Makabe.

## Transports
Chikusei est desservie par les routes nationales 50 (国道50号), 294 (国道294号) et 408 (国道408号).
Chikusei est desservie par les lignes ferroviaires Mito, Jōsō et Mōka. La gare de Shimodate est la principale gare de la ville.

## Symboles municipaux
Les symboles de Chikusei sont le sakura et l'hirondelle rustique.